# Kent megye (Delaware)
Kent megye az Amerikai Egyesült Államokban, azon belül Delaware államban található. Megyeszékhelye és legnagyobb városa Dover. Lakosainak száma 181 851 fő (2020. április 1.). Kent megye New Castle, Sussex, Caroline, Queen Anne’s és Kent megyékkel határos.

## Népesség
A megye népességének változása:
| Lakosok száma | 162 922 | 165 189 | 167 540 | 169 416 | 173 533 | 181 851 |
|               | 2010    | 2011    | 2012    | 2013    | 2015    | 2020    |

## Települések
| Bowers Beach | Dover      | Harrington | Leipsic      | Smyrna   |
| Camden       | Farmington | Hartly     | Little Creek | Viola    |
| Cheswold     | Felton     | Houston    | Magnolia     | Woodside |
| Clayton      | Frederica  | Kenton     | Milford      | Wyoming  |